# ووکان
ووکان (به لاتین: Wukan) یک روستا در جمهوری خلق چین است که در گوانگ‌دونگ واقع شده‌است.